# Asesinato de Pamela Buckley y James Freund
Pamela Mae Buckley (16 de diciembre de 1951 - 9 de agosto de 1976) y James Paul Freund (16 de septiembre de 1946 - 9 de agosto de 1976), comúnmente conocidos como los Doe del Condado de Sumter, Jane Doe y Jock Doe respectivamente, fueron dos víctimas de asesinato estadounidenses previamente no identificadas encontradas en el condado de Sumter, Carolina del Sur el 9 de agosto de 1976. Aparentemente habían viajado por varios lugares de los Estados Unidos antes de ser asesinados en Carolina del Sur. Esto se dedujo de algunas de sus pertenencias.
La forense del condado de Sumter, Verna Moore, siguió trabajando en el caso hasta su jubilación en 2009. Las víctimas estuvieron sin identificar durante casi 45 años, a pesar de que sus descripciones, bocetos de sus rostros, información dental y huellas dactilares se habían distribuido por todo Estados Unidos. Sus asesinatos siguen sin resolverse.
El 19 de enero de 2021 se anunció que ambas víctimas habían sido identificadas. Una declaración del Proyecto DNA Doe describió la resolución del caso, y que estaban reteniendo información adicional, incluyendo los nombres de los fallecidos. Luego se daría a conocer que la víctima masculina era James Paul Freund, de 29 años, de Pensilvania y la víctima femenina era Pamela Mae Buckley, de 24 años, de Minnesota.

## Descubrimiento de los cuerpos y autopsia
A las 6:20 a. m. del 9 de agosto de 1976, un camionero llamado Martin Durant encontró los cuerpos en un estrecho camino de tierra y se comunicó con Charles Graham, un empleado de una tienda cercana. Graham, a su vez, se puso en contacto con las autoridades.
Se dice que ambos jóvenes fueron vistos desde la distancia por un ermitaño. Que ambos habían sido dejados en Locklair Road, un camino de tierra aislado entre la Interestatal 95 (I-95) y S.C. 341 (Lynches River Road).
Ninguna de las víctimas portaban documentos para su identificación ni en sus cuerpos ni en sus pertenencias. Al principio se pensó que ambas víctimas eran adolescentes debido a sus complexiones físicas y sus ropas. También se espéculo que ambos podían ser hermanos debido al gran parecido físico entre sí (lo que en 2007 sería refutado con análisis de ADN de que no estaban emparentados genéticamente).
La víctima masculina recibió tres disparos en la parte superior del pecho y la víctima femenina recibió un disparo en la parte superior del pecho y en el cuello. Se creía que el arma utilizada era un revólver calibre .357. Ambos estaban limpios y bien arreglados. Ninguna de las víctimas tenía drogas o alcohol en su sistema. La autopsia realizada en sus estómagos determinó que ambos habían consumido helado y frutas el día antes que se hallaran los cuerpos, lo que coincidía con lo dicho posteriormente por un testigo que informó haber visto a una pareja que coincidía con su descripción en un puesto de frutas local ubicado en la autopista Florence.

## Jane Doe del condado Sumter
La víctima femenina era un poco más joven que el hombre. En un principio se pensó que tenía entre 18 y 20 años. Después de que su caso se ingresó en NamUs, su edad estimada se incrementó de 18 a 25 años. Medía 1,70 metros, cerca de 46 kg  y tenía una complexión delgada y una tez aceitunada como la de su compañero. Esto llevó a algunos observadores a especular con la posibilidad de que fueran hermanos.
Tenía el pelo castaño rojizo hasta los hombros y los ojos de color gris azulado (algunas fuentes dicen "avellana"). Tenía dos lunares característicos en el lado izquierdo de la cara, cerca de la boca.
El forense señaló que la joven tenía pestañas naturales "inusualmente largas" y que ambas víctimas estaban muy limpias y bien arregladas. Tenía empastes en todos sus dientes posteriores, y sus dientes frontales habrían parecido rectos incluso si sonreía. No tenía cicatrices quirúrgicas, nunca había estado embarazada y no se había afeitado las piernas. A diferencia de su compañero masculino, no se encontraron cicatrices en su cuerpo.
Llevaba una blusa de muselina blanca sin blanquear sobre una camiseta sin mangas rosa anudada al frente. Unos pantalones cortos vaqueros azules (Daisy Dukes). Un pañuelo con estampado floral atado a la cintura a modo de cinturón.
También llevaba sandalias de tacón de cuña de la marca Stride-Rite de color lavanda y rosa intenso. Y al igual que la víctima masculina no llevaba ropa interior puesta.
Tenía en sus dedos tres anillos distintivos.
- El primer anillo era una piedra oblonga negra con lo que parecían ser pequeñas astillas de turquesa incrustadas.
- El segundo tenía una forma de pluma de desplazamiento ornamentada con piedras de coral y turquesa.
- La tercera era una simple banda de metal con piedras rojas, blancas y azules.

Estos anillos parecían ser auténticas joyas de fantasía hechas a mano por nativos americanos o mexicanos. Todos estaban hechos de plata esterlina. Parecían ser originarios del suroeste de Estados Unidos.

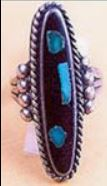
Anillo usado por la víctima.
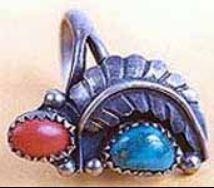
Anillo usado por la víctima.
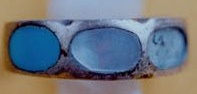
Anillo usado por la víctima.

## Jock Doe del condado Sumter
La víctima masculina había sido referida como "Jock Doe", que puede haberse originado en el nombre francés "Jacques", una indicación de que pudo haber sido de la Canadá francesa. Un hombre que afirmó haber conocido a las víctimas, declaró que la víctima masculina le dijo que su nombre era "Jock" y que había dejado a su familia canadiense con su novia. Supuestamente la víctima masculina había declarado además que su padre era un médico muy conocido; esto apoyó la teoría de que su familia era rica.
En un principio se creyó que tenía entre 18 y 22 años, pero su dentadura sugería que podía tener más de 27 años. El rango de edad se actualizó a entre 18 y 30 años después de que su caso fuera introducido en NamUs.
El dentista forense que examinó los dientes del hombre dijo que creía que tenía más de 27 años, pero que parecía más joven debido a su ropa y complexión. La víctima era blanca con tez aceitunada. Tenía cabello castaño hasta los hombros, ojos marrones y cejas pobladas muy características. Medía más de 1,80 metros, pesaba alrededor de unos 68 kg y se había sometido a un extenso y elaborado trabajo dental que podría haberse realizado fuera de Estados Unidos. Esto podría indicar un estatus socioeconómico más alto.
Durante la vida del hombre se había realizado un tipo único de cirugía de conducto. Parecía como si hubiera estado a la mitad de una restauración dental completa. Tenía una cicatriz de apendicectomía de cuatro pulgadas. También tenía varias cicatrices en la espalda y los hombros, lo que indicaba una participación frecuente en deportes de contacto.
Llevaba unos vaqueros desteñidos de la marca Levi y una camiseta roja. La camiseta decía "Coors - America's Light Beer" en la parte delantera y "Camel Challenger GT Sebring '75" en la parte trasera, junto con un diseño de Snoopy. La camiseta era aparentemente un artículo promocional de las carreras de Sebring celebradas en Sebring, Florida, en 1975, que fueron patrocinadas por Coors Brewing Company. No usaba ropa interior y llevaba un paquete de fósforos de "Grant's Truck Stop" en el bolsillo del pantalón. Se cree que los fósforos proceden de una parada de camiones de Grant's Truck Stop del Medio Oeste estadounidense.
Llevaba un reloj de pulsera Bulova Accutron de oro amarillo con una banda Twist-o-Flex, con el número de serie H918803. Con este número, los investigadores pudieron determinar que Bulova había fabricado el reloj en 1968. Sin embargo, cuando la empresa Bulova redujo su tamaño a principios de la década de 1970, destruyó muchos de sus registros, lo que significa que no hubía manera de determinar dónde se distribuyó o compró el reloj de la víctima. También llevaba un anillo de oro de 14 quilates con una piedra de zafiro en forma de estrella gris. Las iniciales JPF estaban grabadas en el interior del anillo, que tenía un acabado florentino. Tanto el anillo como el reloj eran bastante caros. Esto, junto con el elaborado trabajo dental de la víctima, sugería que procedía de una familia acomodada.

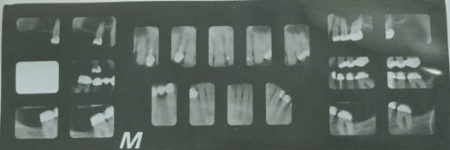
Radiografías de los dientes de la víctima, que sugirieron que era mayor de lo estimado inicialmente.
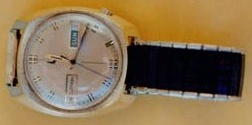
Reloj usado por la víctima.
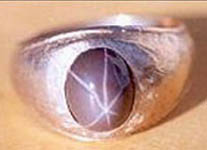
Anillo usado por la víctima.

## Pistas y teorías

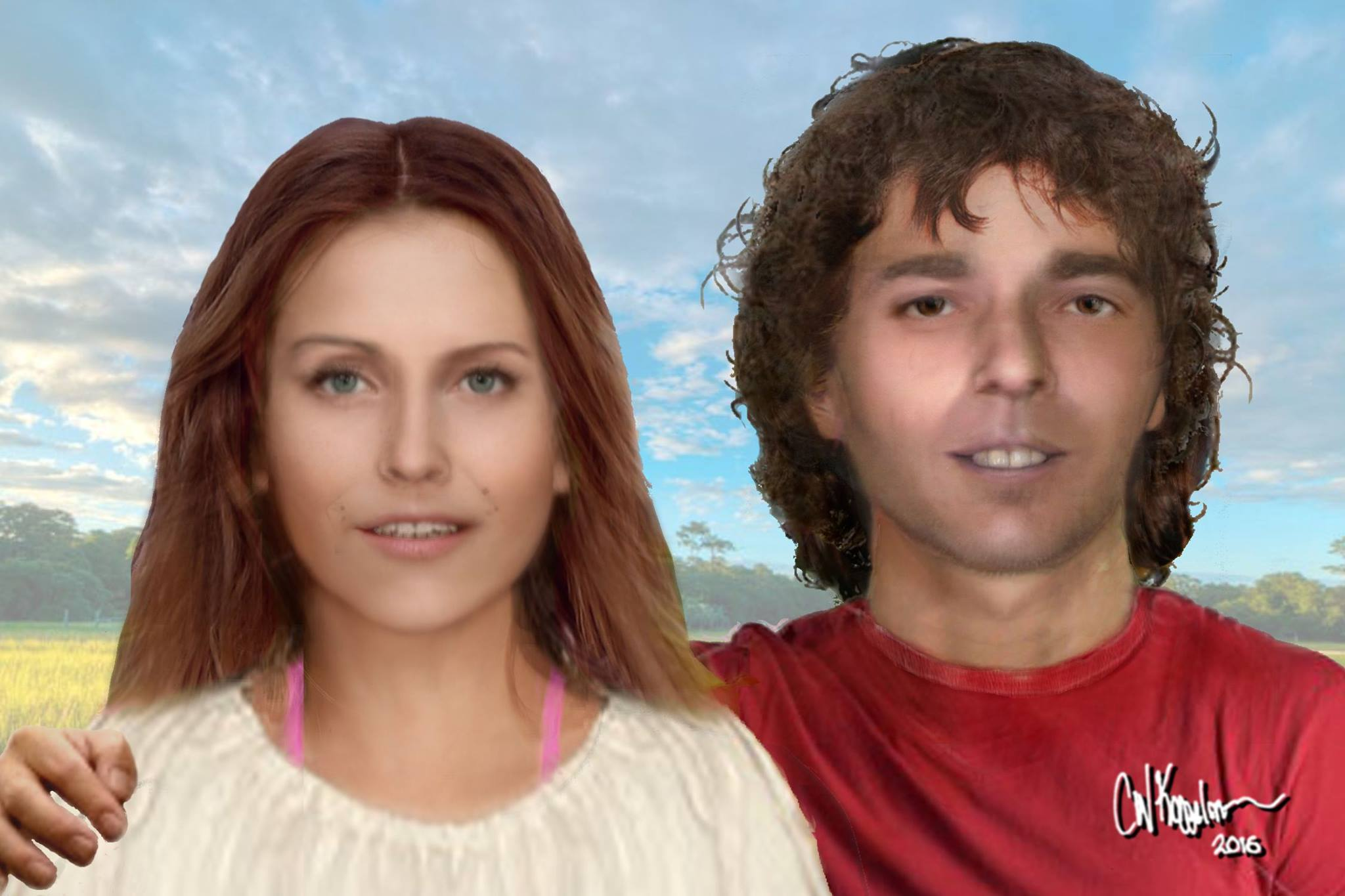
Reconstrucción facial forense realizadas por Carl Koppelman que muestra aproximaciones de las víctimas aún en ese entonces no identificadas.

En 1977, un hombre llamado Lonnie George Henry fue arrestado en Latta, Carolina del Sur, por conducir en estado de ebriedad. Poseía un revólver (encontrado en su vehículo) del mismo tipo que el arma homicida. Se demostró que era el arma homicida después de que los investigadores la probaran. Henry (que murió en 1982) fue localizado pero no fue acusado porque no existían pruebas suficientes para presentar cargos contra este individuo por los asesinatos.
Los investigadores viajaron a la ciudad de Brunswick, Georgia. Se reunieron con una madre y un padre que se pensaba que eran posibles conocidos de Jane Doe. Su hija estaba desaparecida y su exnovio había informado de un parecido entre la víctima femenina y su exnovia. Sin embargo, luego de mostrar a los padres de la mujer desaparecida fotografías de la víctima femenina, ni ellos ni sus amigos pudieron verificar que se trataba de ella. Después de una comparación dental de las dos mujeres se encontró que no coincidían.
Las iniciales JPF, grabadas en el interior del anillo del hombre, apoyaban la teoría de que su nombre era Jacques o al menos empezaba con J.
La caja de fósforos encontrada en el bolsillo del hombre proporcionó una pista adicional. Provenían de una cadena de paradas de camiones que tenía ubicaciones en Idaho, Nebraska y Arizona. Después de que la información se diera a conocer al público, un hombre de Nebraska afirmó que pudo haber realizado reparaciones en un automóvil con placas de Oregón o Washington, cuyos propietarios coincidían con la descripción de las víctimas. Pero esto no aportó otras pistas adicionales.
Algunos especulan que el notable asesino en serie Henry Lee Lucas podría haber estado involucrado en los asesinatos. El propio Lucas dijo a la policía que había estado en Carolina del Sur el día que murieron las víctimas, pero fue recibido con escepticismo ya que este tenía una afición a las confesiones falsas. Nunca se lo acusó del crimen y murió en 2001 debido a una insuficiencia cardíaca. Anteriormente, Lucas había confesado dos asesinatos que también ocurrieron en el condado de Sumter; el de una anciana en 1975 y el de un joven en 1983. Como la mayoría de las otras pistas, esto no reveló pistas adicionales sobre los nombres de la pareja o su verdadero asesino.

## Funeral
Los cuerpos de la pareja se mantuvieron en una funeraria local en ataúdes con tapas herméticas y transparentes con la esperanza de que alguien los identificara. Personas de todo el país llamaron para preguntar por ellos, incluidos varios padres de jóvenes fugitivos. Ninguno pudo identificar los cuerpos.
Los cuerpos permanecieron en exhibición hasta que comenzaron a deteriorarse. El 14 de agosto de 1977, un año y cinco días después de que se encontraron los cuerpos, fueron enterrados en el cementerio de la Iglesia Metodista Unida Bethel en Oswego, Carolina del Sur. Cientos asistieron al funeral. Los organismos encargados de hacer cumplir la ley recaudaron varios cientos de dólares para pagar la funeraria.
Sus tumbas tenían marcadores de piedra/granito que decían "Hombre desconocido" y "Mujer desconocida".

## Investigación e identificación posterior
En 2007, ambos cuerpos fueron exhumados para obtener información de ADN. Esto llevó a refutar la teoría de que ambos eran hermanos; las pruebas demostraron que no estaban emparentados genéticamente, aunque se parecían entre sí.
El Proyecto DNA Doe, una organización que trabaja para resolver casos de difuntos no identificados, fue reclutado en julio de 2019 para ayudar a identificar a la pareja entonces no identificada. Un total de 2.300 dólares fue donado para financiar la extracción de perfiles de ADN utilizables de la médula ósea para la investigación de genealogía genética. El 12 de octubre de 2020, dieron a conocer los resultados de sus pruebas genealógicas de los orígenes ancestrales de las víctimas. En enero del año siguiente, la organización anunció que había ayudado con éxito con las identificaciones de las víctimas como una pareja de autoestopistas estadounidenses.
Fueron identificados como Pamela Buckley y James Freund el 21 de enero de 2021, en una conferencia de prensa. Un informe de noticias publicado más tarde en el día elaboró que la víctima femenina era de Wisconsin. Se aclaró al día siguiente que la mujer era en realidad del estado de Minnesota. Freund fue visto por última vez el 25 de diciembre de 1975 en Lancaster, Pensilvania. Buckley, era originaria de Minnesota, fue vista por última vez en diciembre de 1975 en Colorado Springs, Colorado, donde también fue reportada como desaparecida.